# St. Märgen

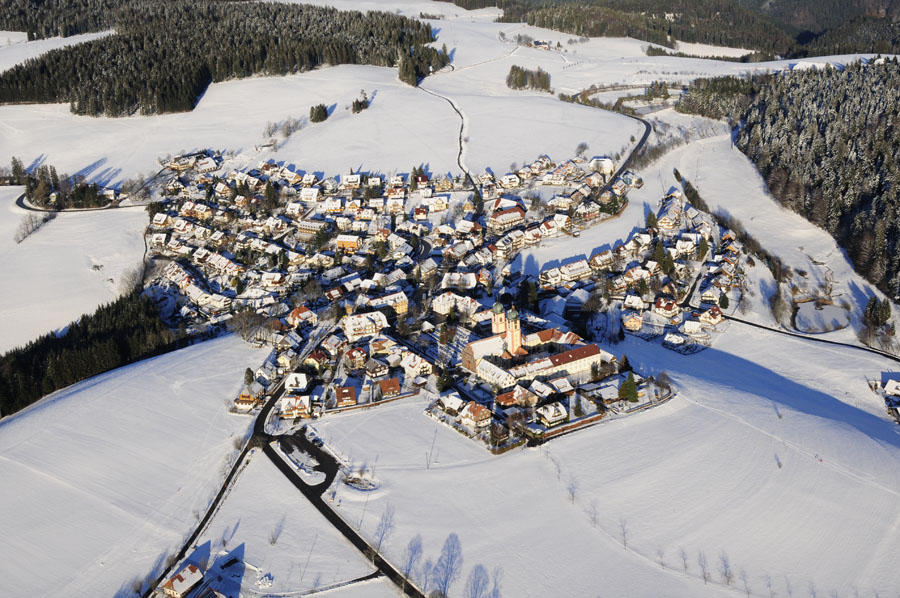
Luftaufnahme (Dezember 2007)

St. Märgen ist eine Gemeinde im baden-württembergischen Landkreis Breisgau-Hochschwarzwald in Deutschland.
In dem heilklimatischen Kur- und Wallfahrtsort, der sich im Schwarzwald befindet, leben rund 2.000 Einwohner.

## Geographie

### Geographische Lage
St. Märgen liegt im Hochschwarzwald rund 18 km (Luftlinie) östlich von Freiburg im Breisgau. Das ausgedehnte Gemeindegebiet erstreckt sich weitgehend auf einer Hochfläche vom Thurnerpass im Süden bis an die östlichen Ausläufer des Kandel im Norden und liegt zwischen 570 und 1132 m ü. NN. Im Westen und Osten grenzen einige tief eingeschnittene Täler die Gemarkung ab. Die Quellbereiche des Wagensteigbachs und seines Zuflusses Ibenbach befinden sich bei St. Märgen.

### Nachbargemeinden
St. Märgen grenzt im Nordwesten an St. Peter, im Norden an Simonswald im Landkreis Emmendingen, im Osten an Gütenbach und Furtwangen im Schwarzwald-Baar-Kreis, im Südosten an Titisee-Neustadt, im Süden an Breitnau und im Westen an Buchenbach.

### Gemeindegliederung
In der geschlossenen Ortschaft lebt rund die Hälfte der Bevölkerung. Die übrigen Einwohner verteilen sich weit verstreut auf 85 kleine Ansiedlungen, Hofgruppen und Einzelhöfe, die nahezu das gesamte Gemeindegebiet bedecken. Als besonders erwähnenswert sind hierbei die gemeinhin als Ortsteile bezeichneten Weiler Glashütte, Thurner und Schweighöfe zu nennen.
In der Gemeinde liegt die abgegangene Ortschaft Bernhaupten.

## Geschichte
Die Geschichte des Ortes ist eng verbunden mit der Geschichte des Klosters St. Märgen.
Von 1115 bis 1118 wurde von Graf Bruno von Haigerloch-Wiesneck, Kanzler von Heinrich V. und Straßburger Dompropst das Augustiner-Chorherren-Stift Maria-Zell auf dem Schwarzwald als Konkurrenz zum nahe gelegenen zähringischen Kloster St. Peter auf dem Schwarzwald errichtet. In den 1460er Jahren zogen die Mönche aufgrund fortgesetzter Schwierigkeiten in das Kloster Allerheiligen der Augustiner-Chorherren in Freiburg im Breisgau um. Nach dessen Niederlegung wurde das Kloster wiederbelebt und ab 1716 eine barocke zweitürmige Klosterkirche sowie neue Konventsgebäude errichtet. In die Kirche kam eine Silbermann-Orgel. 1806 wurde das Kloster im Zuge der Säkularisation endgültig aufgelöst; die Orgel blieb erhalten, allerdings nur bis zum durch Blitzschlag ausgelösten Kirchenbrand von 1907.
Nach dem Ende des Ersten Weltkriegs erlangte der Fremdenverkehr erste Bedeutung in diesem Ort, dessen Haupterwerbszweig davor die Landwirtschaft gewesen war.
Der Ortsteil Glashütte, der ehemals zusammen mit Wildgutach die Gemeinde Hinterstrass gebildet hatte, wurde 1936 eingemeindet.
1973 wurde St. Märgen als Luftkurort anerkannt, was in den Jahren 1993 und 2000 bestätigt wurde. Inzwischen hat der Ort rund 100.000 Übernachtungen pro Jahr, für die ungefähr 1000 Betten zur Verfügung stehen.
Am 1. Januar 1973 kam St. Märgen infolge der Kreisreform vom aufgelösten Landkreis Hochschwarzwald zum Landkreis Breisgau-Hochschwarzwald.
2017 veröffentlichte die Gemeinde einen Bildband, als Startschuss zum 900. Geburtstag 2018.

## Politik

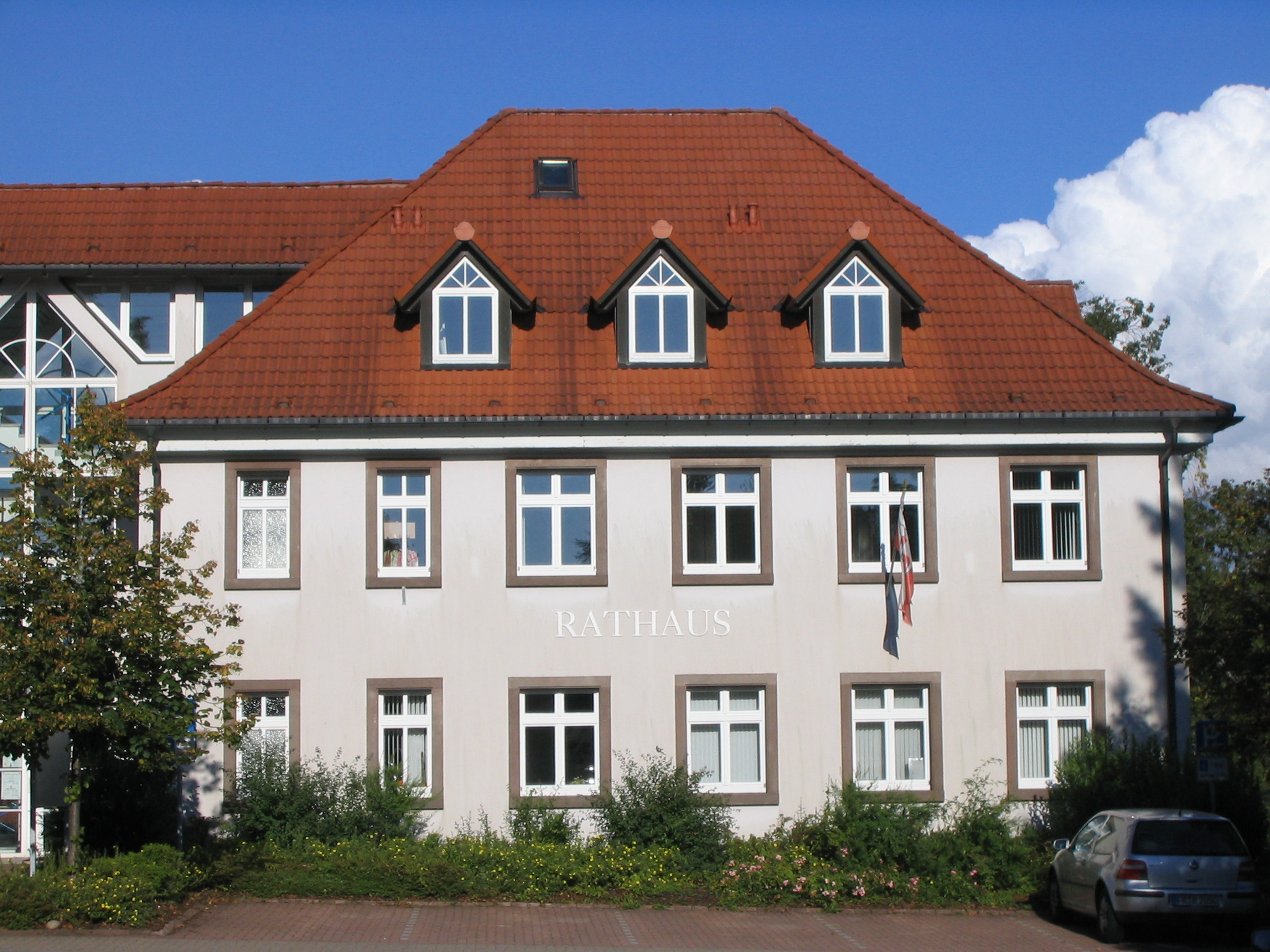
Rathaus

### Gemeinderat
Der Gemeinderat in St. Märgen hat 10 Mitglieder. Bei der Kommunalwahl am 9. Juni 2024 wurde der Gemeinderat durch Mehrheitswahl gewählt. Mehrheitswahl findet statt, wenn kein oder nur ein Wahlvorschlag eingereicht wurde. Die Bewerber mit den höchsten Stimmenzahlen sind dann gewählt. Der Gemeinderat besteht aus den ehrenamtlichen Gemeinderäten und dem Bürgermeister als Vorsitzendem. Der Bürgermeister ist im Gemeinderat stimmberechtigt. Die Wahlbeteiligung betrug 76,7 % (2019: 71,3 %).

### Bürgermeister
| Amtszeit  | Name                       |
| --------- | -------------------------- |
| 1969–1977 | Kurt Hartwich (SPD)        |
| 1977–1993 | Manfred Holzmann (CDU)     |
| 1993–2013 | Josef Waldvogel (CDU)      |
| seit 2013 | Manfred Kreutz (parteilos) |

Bei der Bürgermeisterwahl am 24. Februar 2013 wurde Manfred Kreutz mit 79,0 % der Stimmen zum neuen Bürgermeister gewählt. Am 14. März 2021 wurde er für weitere acht Jahre wiedergewählt.

### Verwaltungsgemeinschaft
St. Märgen gehört wie die Gemeinden Glottertal und St. Peter dem Gemeindeverwaltungsverband St. Peter mit Sitz in St. Peter an.

### Wappen
Das Gemeindewappen zeigt in Rot auf Weiß (Silber) eine stilisierte Darstellung der Klosterkirche – Ausdruck der Bedeutung, die das Kloster für den Ort hatte.

### Partnergemeinden
- Erdeven, südliche Bretagne, Frankreich (seit 1997)

## Kultur und Sehenswürdigkeiten

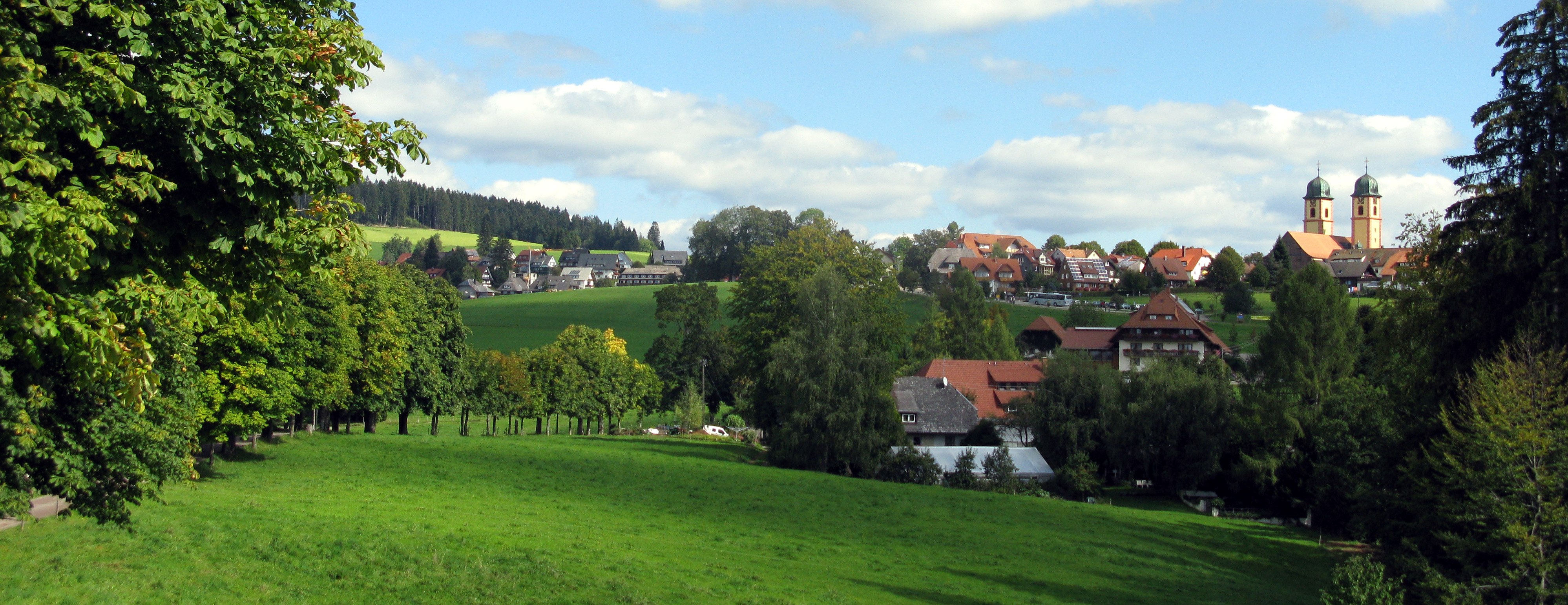
Blick von der Ohmenkapelle auf St. Märgen

Der Ort liegt an der Deutschen Uhrenstraße.

### Klostermuseum St. Märgen
In ehemaligen Räumen des Klosters befindet sich das KlosterMuseum, das orts- und regionalbedeutende Themen zeigt. Als solche gelten die Uhrenfabrikation und der Uhrenhandel, die Auswanderung, die Hinterglasmalerei, der Klosterbildhauer Matthias Faller sowie religiöse Volkskunst der vergangenen Jahrhunderte.

### Bauwerke

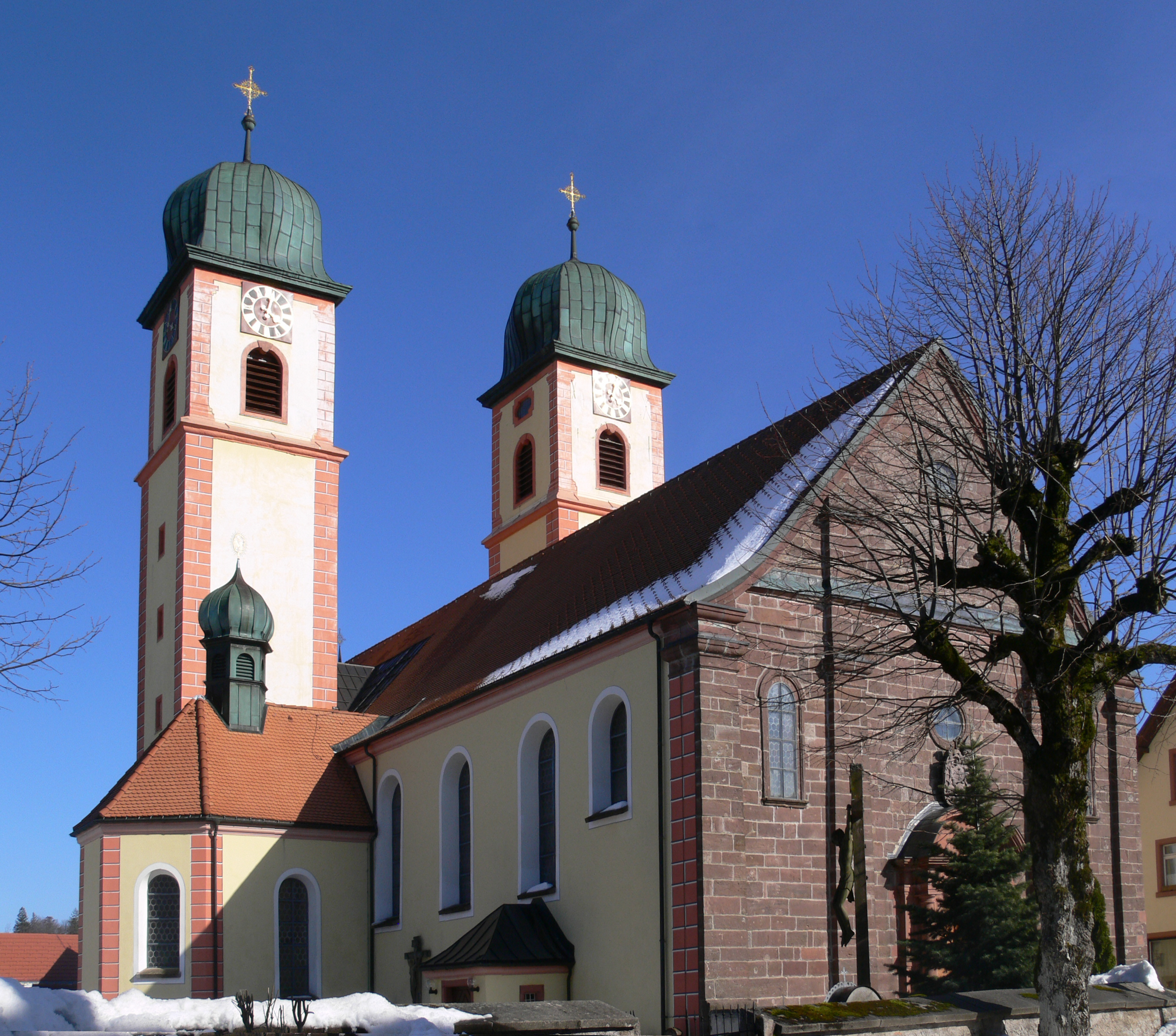
Kirche

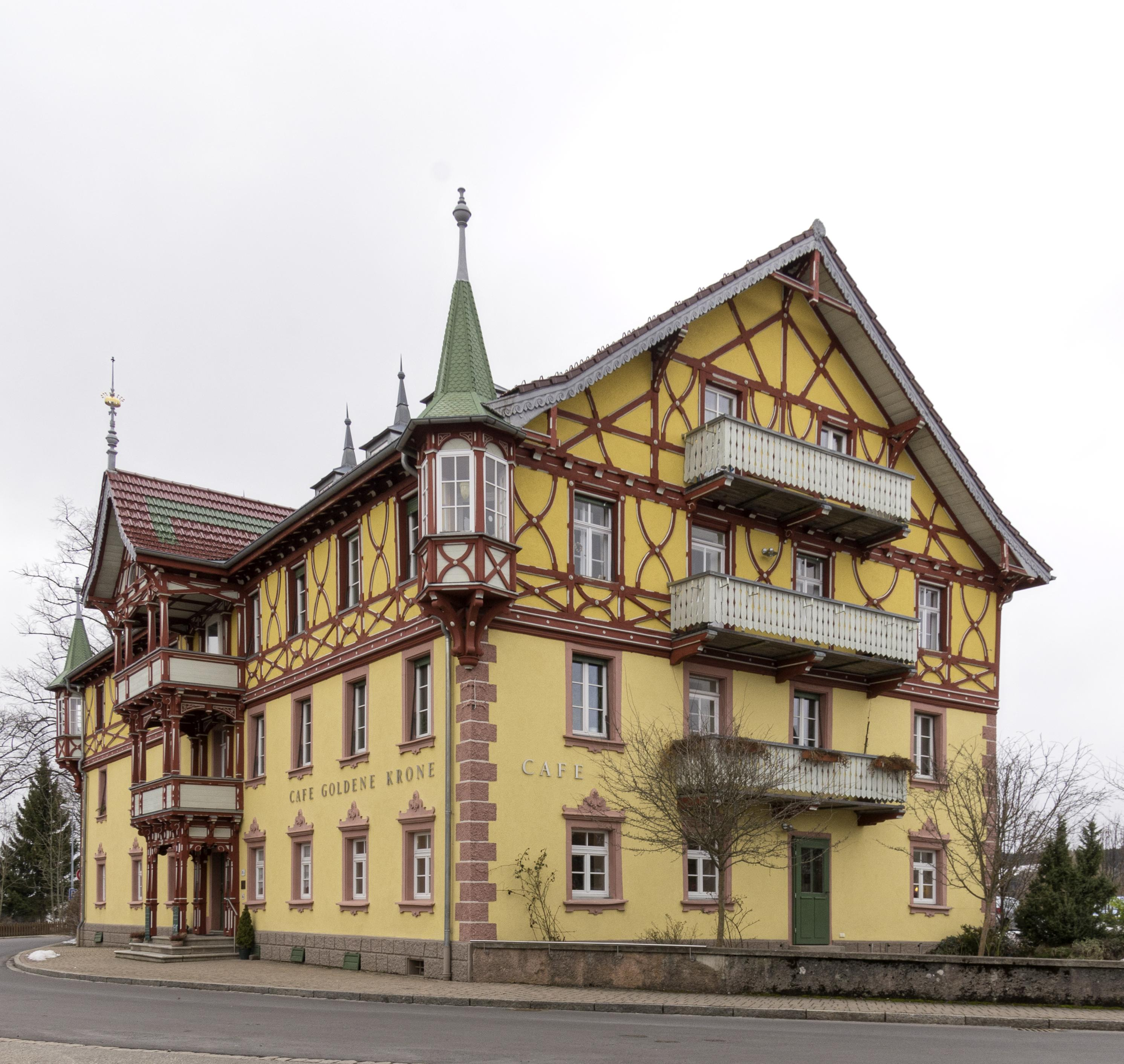
Renovierte „Goldene Krone“

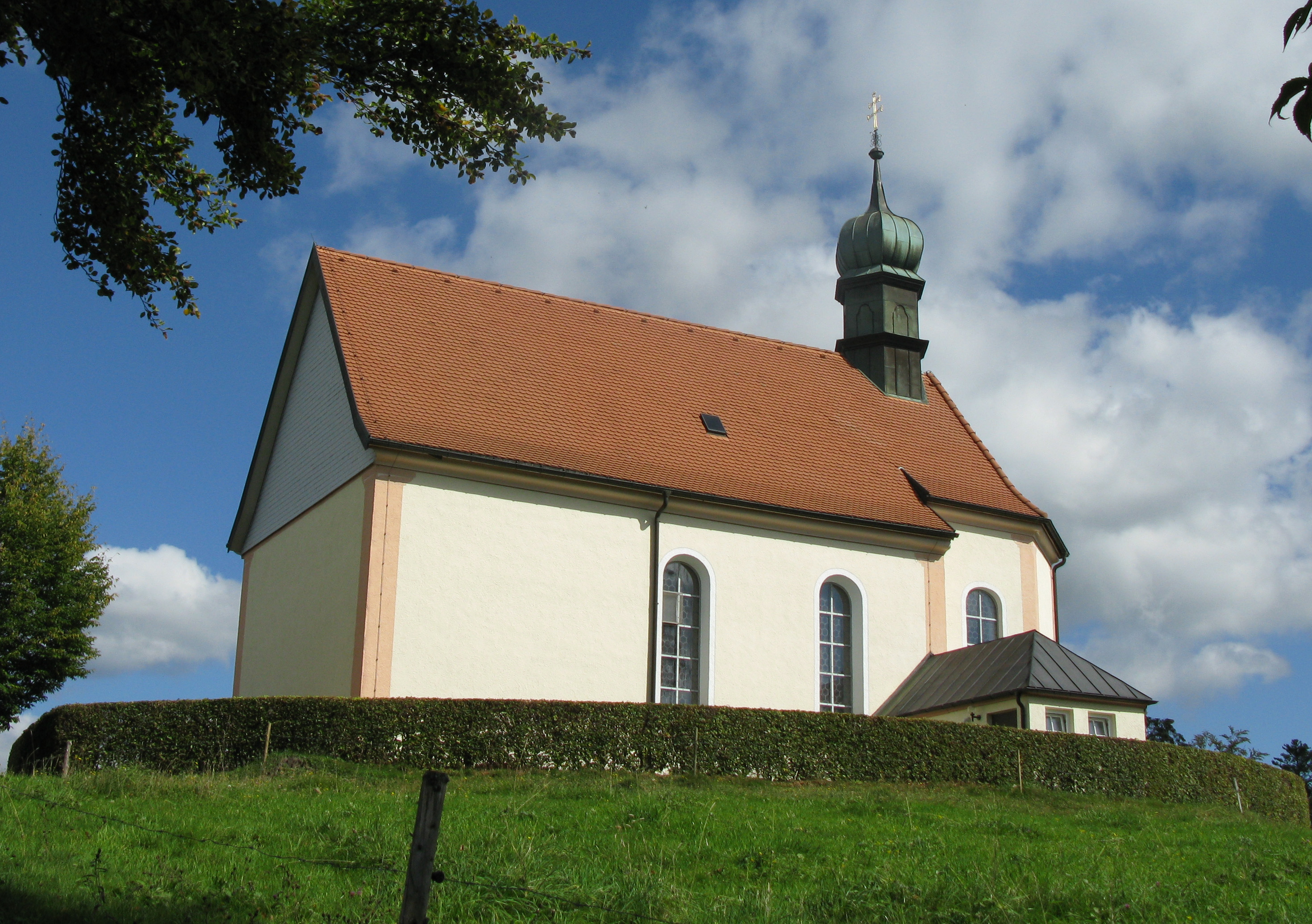
Ohmenkapelle

Beherrschendes Bauwerk ist die im Gemeindewappen stilisiert dargestellte Kirche St. Märgen. Sie und die 1 km vom Ortskern entfernte, auf einem Bergsporn gelegene Ohmenkapelle sind Wallfahrtsziele römisch-katholischer Gläubiger.
Ein weiteres im Ortsbild auffallendes Gebäude ist die Goldene Krone. Dieses Gebäude wurde 1757/58 unter Abt Petrus Glunk als Klosterherberge erbaut. Ab 1771 wurde es von Matthias Faller bewohnt, der dort auch seine Bildhauerwerkstatt hatte. Nach der Säkularisation wurde das Gebäude als Gasthaus genutzt und 1902 im Stil der Zeit zu einem Grandhotel ausgebaut. Um den drohenden Verfall gegen Ende des 20. Jahrhunderts zu verhindern, wurde 2003 eine Bürgerinitiative zur Rettung des Gebäudes gegründet. Es wurden Wohnungen eingebaut und im Erdgeschoss neben dem ehemaligen Ballsaal des Grandhotels ein Café eingerichtet, das von den Landfrauen der Gemeinde betrieben wird.
Die nahe beim Dorf gelegene Rankmühle wurde Mitte des 18. Jahrhunderts ungefähr 700 Meter von Rankhof entfernt errichtet. Sie befindet sich auf dem von Spaziergängern genutzten Landfeldweg und bietet einen Ausblick in Richtung des Dorfes.
Die Galerie Endriß gewann den Preis „Beispielhaftes Bauen“ für einen modernen Neubau in unmittelbarer Nähe zum historischen Kloster.

### Natur-Erlebnis-Park Pfisterwald
Im Pfisterwald östlich des Ortskerns ist eine Freizeitanlage eingerichtet worden mit Waldspielplatz, Abenteuerspielplatz, Beachvolleyball-Fläche, Kunstrasen-Tennisplätzen, Reitplatz, Fußballplätzen, naturhaftem Schwimmteich, beleuchteter Finnenbahn, beleuchteter Rodelbahn in altem Hohlweg, Langlauf-Loipen (nahe der bekannten Thurnerspur), Mountainbike-Rundkurs (betreut vom Team Rothaus-Cube), Wanderwegen einschließlich Waldlehrpfad zu Fauna und Flora, großem Festplatz und der Schwarzwaldhalle, einer Veranstaltungshalle in der Bautradition alter Schwarzwaldhöfe. Die Schwarzwaldhalle dient seit 2013 dem Theater St. Märgen, einer Kooperation von Landjugend und Trachtentanzgruppe, als Aufführungsort. Bereits vor dieser Kooperation hatte es für über 20 Jahre eine Laienspielgruppe in St. Märgen gegeben, die zeitweise in der Goldenen Krone aufgetreten ist.

### Weißtannenhalle
In ähnlicher Konstruktionsweise wie die Schwarzwaldhalle erstellte die Gemeinde St. Märgen im Jahr 2005 die „Weißtannenhalle“ mit multifunktionaler Nutzung, die aus heimischem Weißtannenholz gefertigt wurde. Mit dem Bau der Weißtannenhalle werden die landschafts- und umweltverträglichen Tourismusangebote wie Reiten, Skilanglauf, Mountainbike, Fitness- und Lauftraining, Nordic-Walking, Beach-Volleyball auch in einer wettertunabhängigen Variante angeboten. In die Halle sind die Vereinsheime des SV St. Märgen und des RSV St. Märgen inklusive Rothaus-Cube-MTB-Team sowie eine Gaststätte integriert.

### Sport
St. Märgen ist der Sitz des Skilanglauf-Clubs Thurnerspur, der das gleichnamige „Langlaufzentrum für Jedermann“ unterhält.
Eine professionelle permanente Mountainbike-Strecke dient den Mountainbiker als Haus-, Trainings- und Rennstrecke für MTB-Cup-Rennen. Die Strecke ist Teil des Olympiastützpunkts Freiburg. Der Radsportverein Bike Arge gab die Pflege und Instandhaltung der St. Märgener Mountainbikestrecke im Jahr 2020 an den Ski-Club St. Märgen e. V. ab.

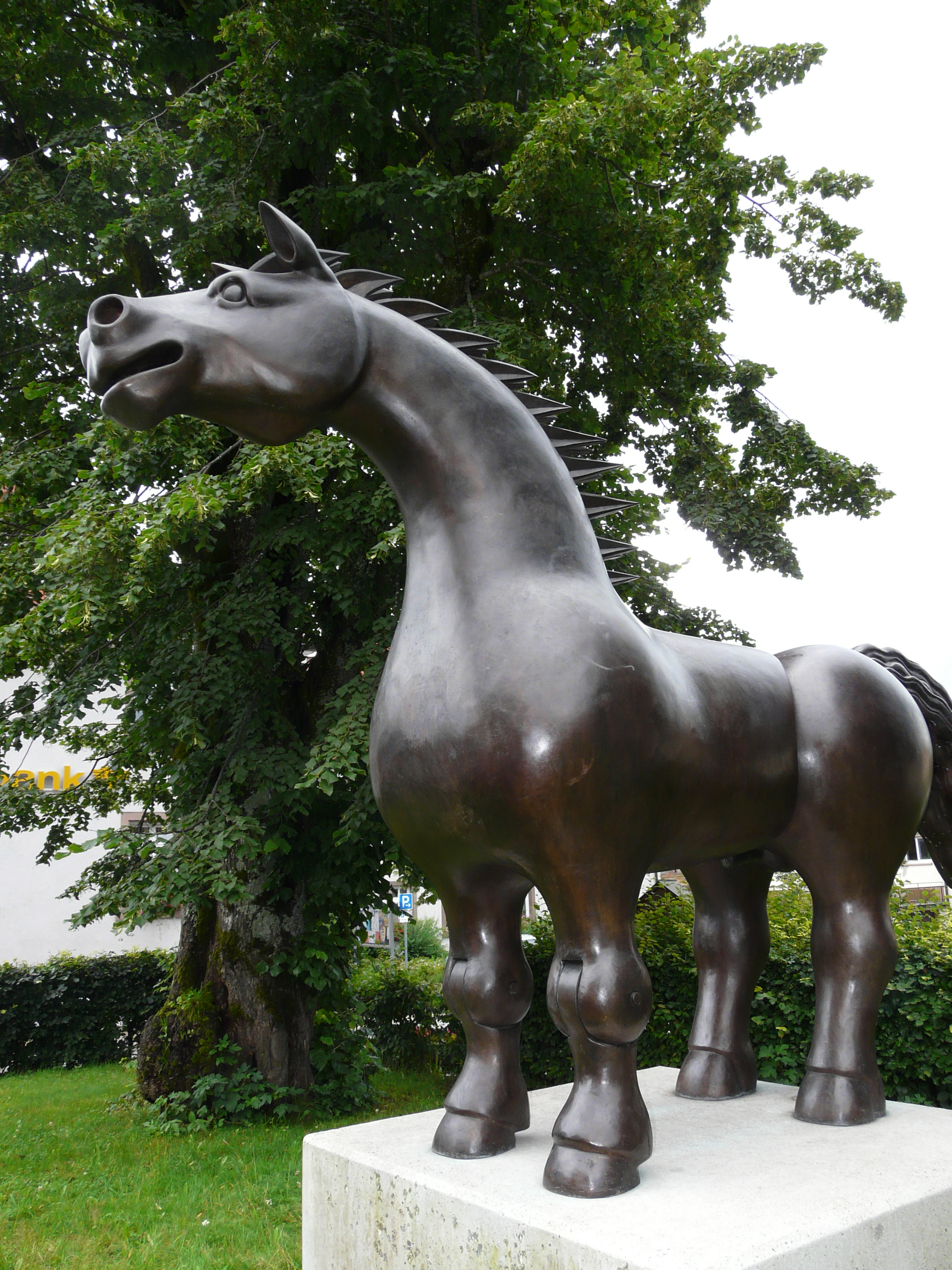
Bronzeskulptur „Großes Ross“ von Franz Gutmann

Der ansässige Sportverein St. Märgen e. V. (kurz: SV St. Märgen) bietet neben Fußball auch Kinderturnen als Sportart an.
Die erste aktive Mannschaft spielt in der Kreisliga A II des Südbadischen Fußballverbands, die Reservemannschaft in der Kreisliga B. Die Jugendmannschaften sind ab der C-Jugend in Zusammenarbeit mit dem Nachbarverein SV St. Peter als Spielgemeinschaft „SG St. Märgen/St.Peter“ gegliedert. Seit der Saison 2023/2024 gibt es auch wieder eine Damenmannschaft in St. Märgen.

### Regelmäßige Veranstaltungen
Wichtigste regelmäßige Veranstaltung ist der – im Volksmund Rossfest genannte – „Tag des Schwarzwälder Pferdes“. Das zum Volksfest gewordene Züchtertreffen, ausgerichtet von der Schwarzwälder Pferdezuchtgenossenschaft e. V., präsentiert die schönsten Schwarzwälder Füchse und alte Handwerkskunst. Das Fest findet alle drei Jahre am zweiten Septemberwochenende statt, im Jahr 2022 war die 30. Auflage. Im Jahr 2006 wurde zudem damit begonnen, eine jährliche Leistungsschau für die Pferderasse Schwarzwälder Kaltblut abzuhalten.
In der Ortsmitte weist die überlebensgroße Pferdeskulptur „Großes Ross“ aus Bronze auf die Tradition der Pferdezucht in St. Märgen hin. Von diesem Werk des Münstertaler Bildhauers Franz Gutmann existieren drei Güsse. Einer davon wurde um das Jahr 2014 von der Gemeinde Münstertal erworben, nachdem der Leihvertrag ausgelaufen war. Obwohl in St. Märgen ebenfalls kein Vertrag mehr mit dem Künstler besteht, bleibt das Pferd vorerst im Ort stehen.

## Wirtschaft und Infrastruktur
Das Wirtschaftsleben verfügt über drei Standbeine: Tourismus, Landwirtschaft und Handwerk.

### Verkehr
Aus drei Richtungen wird St. Märgen ans Straßennetz angeschlossen. Die Landesstraße 127 verbindet den Ort über St. Peter mit Freiburg im Breisgau, die L 128 führt von Himmelreich-Buchenbach (Bundesstraße 31) durch den Ort zur B 500, welche die Gemarkung in rund 6 km Entfernung zum Ortskern passiert. Zur B 31 auf dem Weg nach Freiburg sind es etwa 15 km.
Zur Rheintalautobahn Bundesautobahn 5 Basel–Karlsruhe sind es rund 28 km, nach Osten zur A 81 Stuttgart–Singen sind es etwa 40 km.
Die nächsten Bahnhöfe an der Höllentalbahn sind Himmelreich und Hinterzarten (je rund 15 km), der nächste ICE-Bahnhof ist der Freiburger Hauptbahnhof.
Die nächsten Flughäfen sind Stuttgart (160 km), Flughafen Basel-Mülhausen (100 km) und Zürich (110 km).

## Persönlichkeiten
- Matthias Faller (1707–1791), Barock-/Rokoko-Bildhauer, lebte überwiegend in St. Märgen und schuf hier auch seine Hauptwerke.
- Lorenz Frey, Schreiner, soll Mitte des 18. Jahrhunderts eine der ersten Schwarzwälder Uhren nach böhmischem Vorbild gebaut haben[4][13][14]
- Hermann Dischler (1866–1935), Maler, malte im Frühjahr 1903 mit Karl Biese und Wilhelm Nagel ebenso am Thurner, wie er dort in der Nähe mit Nagel den gesamten Winter 1904 verbrachte[15]
- Gustav Traub (1885–1955), deutscher Grafiker und Landschaftsmaler, bezog 1941, nachdem er im Vorjahr einen Urlaub in St. Märgen verbracht hatte, ein Atelier in der Gemeinde, in dem er 1955 starb.
- Edmund Husserl (1859–1938), Professor der Philosophie, verbrachte in den Jahren zwischen 1920 und 1937 viele Semesterferien zu Erholung und Arbeit in St. Märgen.
- Karl Biese (1863–1926), Landschaftsmaler und Lithograf, siedelte 1907 nach St. Märgen über und wohnte im Hättichhaus der Wagensteigstraße[16]
- Else Engler (1875–1959), Porträt- und Landschaftsmalerin, seit 1906 mit zahlreichen mehrmonatigen Aufenthalten und zuletzt auch mit Zweitwohnsitz in St. Märgen gemeldet, wohnte beim Ratsschreiber Gustav Albert
- Karl Hauptmann (1880–1947), Maler, verbrachte in den 1940er-Jahren regelmäßig mehrere Wochen in den Hotels Krone und dem Hirschen und malte die Umgebung[17]
- Elisabeth Harbers (1862–1951), Landschaftsmalerin, mehrere längere Aufenthalte in St. Märgen, bekannt für ihre deutschlandweit verbreiteten Kunstpostkarten mit Motiven aus St. Märgen und Umgebung
- Ruth Schaumann (1899–1975), Dichterin und Künstlerin, lebte mit ihrer Familie von 1943 bis 1946 in St. Märgen.
- Ulrich Kottenrodt (1906–1984), Bildhauer, lebte ab 1971 in St. Märgen.
- Roland Peter Litzenburger (1917–1987), Grafiker, Maler und Bildhauer, lebte im ehemaligen Haus von Biese[16]
- Peter Dreher (1932–2020), Maler, lebte teilweise in St. Märgen und schuf dort sein Werk "Tag um Tag guter Tag"
- Fabian Rießle (* 1990), Sportler, Nordische Kombination; Olympia-Medaillengewinner, Weltmeister im Team
- Adelheid Morath (* 1984), Sportlerin, MTB Cross Country, 2-fache Olympiateilnehmerin